# Mường Chanh, Mai Sơn
Mường Chanh là một xã thuộc huyện Mai Sơn, tỉnh Sơn La, Việt Nam.
Xã có diện tích 29,11 km², dân số năm 2020 là 4.146 người, mật độ dân số đạt 212 người/km².
Là mảnh đất có nhiều anh hùng cách mạng, nổi tiếng với những đặc sản và nguồn tài nguyên phong phú như: Gốm sứ, Gạo nếp có loại gạo ta nhé, Món pa phố,pa pỉnh tộp thác...những cánh đồng thông bát ngát đã được những người dân chăm chỉ nơi đây vun trồng, có khả năng phát triển khu du lịch sinh thái.